# Bibliothèque universitaire de droit et sciences économiques de Nancy
La Bibliothèque universitaire de droit et sciences économiques de Nancy est une bibliothèque publique.
Elle est située dans un grand bâtiment Art déco de la place Carnot à Nancy.

## Histoire
L'histoire des universités de Lorraine commence à Verdun en 1558. Mais c'est à Pont-à-Mousson que l'université prend vie le 5 décembre 1572 avec la bulle pontificale "In supereminenti" de Grégoire XIII. Elle est placée sous la responsabilité des Jésuites par le Duc Charles III.
La théologie, le droit canon et civil, la médecine et les humanités y sont enseignés.
À la mort de Stanislas le 23 février 1766, la Lorraine devient française. Le 3 août 1768, Louis XV ordonne le transfert de l'université de Pont-à-Mousson à Nancy faisant ainsi coïncider capitale politique et capitale religieuse. C'est par lettres patentes royales du 7 septembre 1769, que Louis XV pourvoit au paiement des dépenses concernant l'établissement des écoles de droit et de médecine. En 1770, est élevé dans un bâtiment tout neuf, dédié à l'université (aujourd'hui bibliothèque Stanislas). Le 11 novembre 1778, les facultés de droit et de médecine s'y installent. On y trouve "une salle de bibliothèque pouvant contenir au moins 30000 volumes, des salles d'enseignement pour le droit, la médecine et la théologie". La partie centrale du bâtiment est construite aux dimensions des boiseries de l'ancienne bibliothèque des Jésuites de Pont-à-Mousson mais celle-ci ne sera transportée par bateau qu'en 1775.
Depuis le 28 décembre 1750, un édit du roi Stanislas fondait une bibliothèque avec pour objectif de favoriser la diffusion des idées nouvelles, du progrès et des sciences. "Comme les facultés ne disposaient ni de bibliothécaire ni de local pour loger leurs livres, ceux-ci furent déposés à la bibliothèque municipale où ils étaient communiqués indifféremment à tous les lecteurs de la bibliothèque".
La première université reste inachevée à la veille de la Révolution. L'université est supprimée en 1793 et le bâtiment toujours en construction sert aux dépôts des confiscations révolutionnaires.
La loi du XI floréal an X sur l'instruction publique réorganise l'enseignement de la République. Les écoles spéciales remplacent les écoles centrales des départements, celle de la Meurthe est fermée entraînant avec elle la fin de l'enseignement du droit à Nancy. L'école spéciale de Strasbourg est chargé d'enseigner le droit pour les étudiants de l'Est de la France.
Autour de 1850 les élites locales prennent conscience du potentiel industriel de la Lorraine et le gouvernement de la nécessité de former des élites intellectuelles afin d'assurer le développement de l'économie. En 1854, Napoléon III accorde successivement les créations d'une faculté de Lettres et de sciences puis de droit en 1864.
L'université s'installe en 1862 dans un nouvel édifice place de Grève (actuelle place Carnot) "le Palais de l'université".

### 1855: la création des premières bibliothèques universitaires reste inachevée à Nancy
L'arrêté du 18 mars 1855 crée dans chaque chef-lieu d'Académie, une bibliothèque centrale placée sous la surveillance du recteur afin de "former une seule bibliothèque des bibliothèques spéciales des Facultés diverses, généraliser les ressources et introduire dans le service plus d'ordre et plus d'économie". Une convention est passée entre le Rectorat et la ville de Nancy pour accueillir les enseignants et les étudiants et ce, jusqu'à 1902.

### 1872: la première bibliothèque universitaire: la bibliothèque de médecine
En 1872, à la suite de l'annexion de l'Alsace, la Faculté de médecine et l'école supérieure de pharmacie de Strasbourg sont transférées à Nancy où substituait une école libre de médecine. La municipalité met alors à sa disposition le bâtiment de l'école supérieure de garçons, à l'angle de la rue de Serre et de la rue de la Ravinelle. La faculté de médecine s'y installe en 1878 avec une bibliothèque. Le docteur Abraham Netter, médecin à la retraite, est nommé bibliothécaire de la faculté le 23 mai 1873 et il assure cette fonction jusqu'au 1er octobre 1892.
L'instruction ministérielle du 4 mai 1878 prescrit l'application de l'arrêté du 18 mars 1855 et complété par le règlement du 23 août 1879, réunit dans chaque académie, les bibliothèques anciennes des diverses Facultés en un seul bloc "la bibliothèque universitaire". L'idée de construire une bibliothèque fait jour à Nancy.

### 1902: une bibliothèque universitaire unique "la centrale"

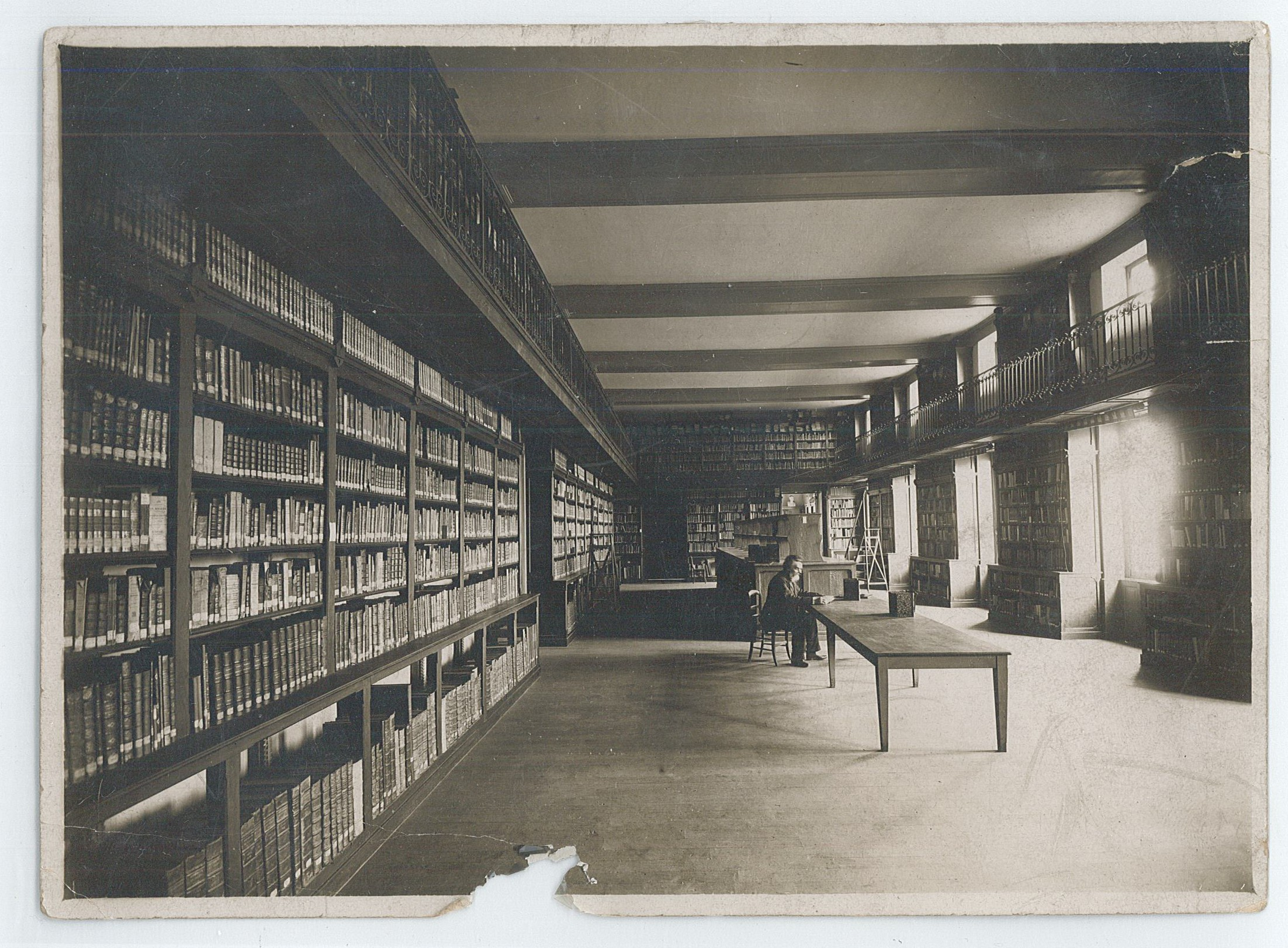
Salle de lecture de l'ancienne bibliothèque universitaire de Nancy

Ce n'est qu'en 1902 que la fusion des bibliothèques des différentes Facultés se réalise. Les collections de lettres rejoignent donc les collections de médecine, suivies par les collections de droit en 1903 et les collections de sciences en 1904. La bibliothèque est alors pluridisciplinaire, et à vocation à desservir tous les étudiants et professeurs de l'université.

### 1914-1918: la bibliothèque dans la Grande guerre

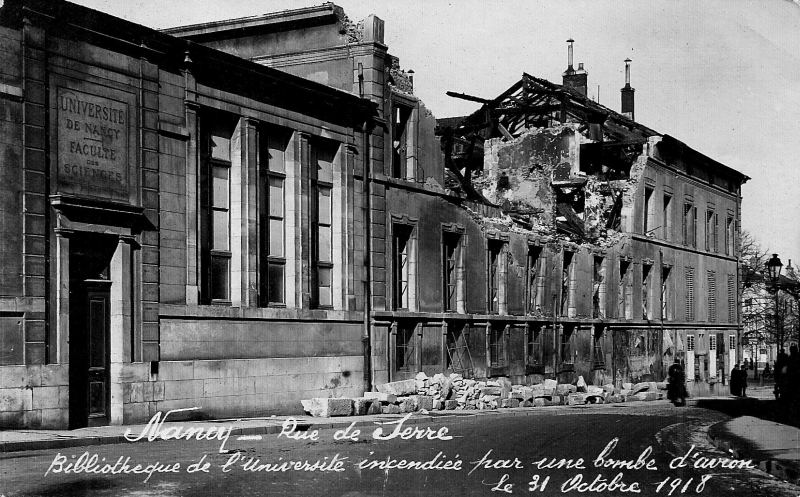
Bombardement du 31 octobre 1918

La bibliothèque reste ouverte pendant toute la guerre, même après la fermeture de l'université le 11 février 1917. De nombreux bombardements ciblent la ville de Nancy, tant par l'artillerie que par l'aviation. La bibliothèque avait déjà subi des dégâts superficiels lors d'un bombardement dans la nuit du 11 au 12 août 1918, le 26 août la toiture est endommagée et dans la nuit du 31 octobre au 1er novembre 1918, une bombe incendiaire touche directement la bibliothèque et détruit une partie du bâtiment de la rue de Serre.

### 1939-1945: la bibliothèque dans la Deuxième guerre mondiale
Quelques jours après l'Occupation, le 18 juin 1940, le Palais de l'université et la bibliothèque sont utilisés comme camps pour plusieurs prisonniers notamment des officiers français. L'Administration reste en place mais elle est sous le contrôle de la Feldkommandantur 591.
La bibliothèque reste ouverte dans des conditions difficiles sans acquisitions nouvelles ou presque, sans papier, sans lumière et sans chauffage.

### 1962: éclatement de la "centrale"
Devenue un pôle universitaire de première importance, le principal défi à relever est pédagogique. L'université est victime d'asphyxie en médecine et en droit.
Le principe de la création d'une nouvelle bibliothèque pour la Faculté de lettres et de sciences humaines est arrêté en 1961, ouverte en 1964 boulevard Albert 1er. La bibliothèque perd alors définitivement son caractère central et elle devient un équipement propre aux disciplines juridiques.
À la suite des événements de mai 1968, dont la particularité repose sur des événements dont l'ampleur et l'intensité à Nancy ont été inférieures à celle de la capitale, la loi Edgar Faure réforme l'enseignement supérieur. À Nancy, il est décidé de créer trois universités : Nancy I rassemblerait les sciences, la médecine et la pharmacie, Nancy II les lettres et le droit, les grandes Écoles se réuniraient au sein de l'Institut national polytechnique de Lorraine. Un service interuniversitaire est créé par convention entre les universités intéressées.

### 1985-2012: fusion, défusion
La loi Savary de 1984 ne changera pas le fonctionnement interuniversitaire pour les bibliothèques de Nancy. Le décret du 4 juillet 1985 permet la création d'un "service inter-établissement de coopération documentaire" (SICD) qui fonctionnera jusqu'en 1996, date à laquelle chacun décide de reprendre son autonomie : trois Services communs de documentation sont créés : SCD Nancy I, SCD Nancy II et SCD Nancy INPL.
En 2012, l'Université de Lorraine, fusion des trois universités nancéiennes et de l'université de Metz, voit le jour sous la forme d'un grand établissement. La Direction de la Documentation et de l'édition est née, elle est une des seize directions créées à l'occasion de la fusion, et regroupe 27 bibliothèques sur tout le territoire lorrain.

## Le bâtiment

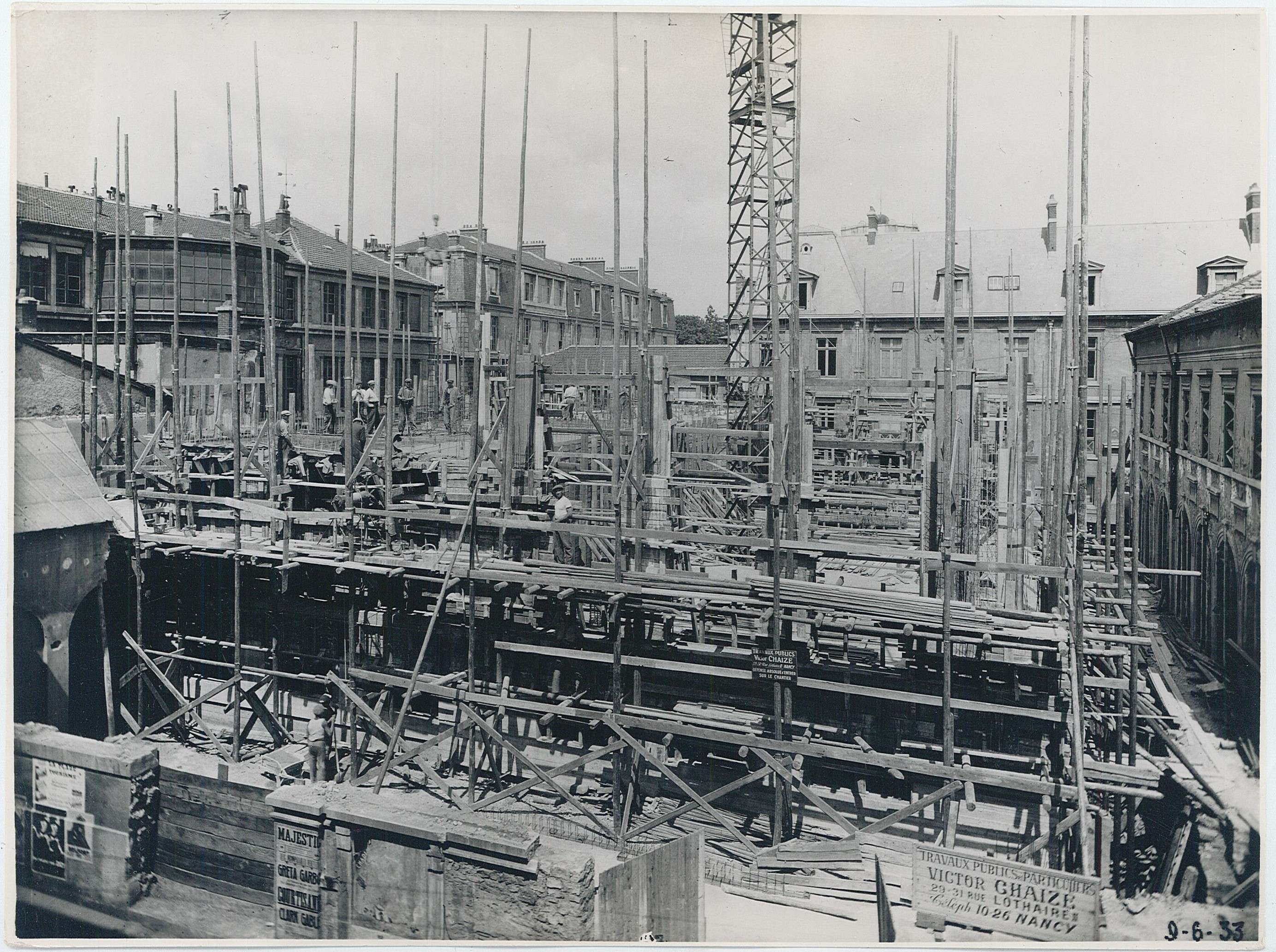
Reconstruction de la bibliothèque universitaire

Le bombardement aérien par les Allemands le 31 octobre 1918 anéantit la bibliothèque universitaire et détruisit notamment la précieuse collection de moulages de Paul Perdrizet. Pendant 14 ans, le bâtiment de la bibliothèque reste dans l'état où l'a laissé l'incendie de 1918.
La bibliothèque est reconstruite selon les plans des architectes Alfred Thomas (1878-1950) et Jean Frédéric Wielhorski (1874-1942), en deux phases entre 1932 et 1939. La première phase (1932-1936) consiste en la réalisation d'un bâtiment en U de sept étages de magasins avec en son centre, au rez-de-chaussée, la salle de lecture. La nouvelle bibliothèque comprendra 1200 mètres carrés de superficie, 23000 mètres de rayons où pourront loger 750000 volumes".
Rue de Serre, une plaque rappelle la pose de la première pierre de la nouvelle bibliothèque par le président de la République Albert Lebrun le 6 novembre 1932.
Afin que chacun puisse bénéficier des meilleures conditions d'études, la Faculté de médecine située rue Lionnois est également dotée d'une nouvelle bibliothèque.

### Architecture

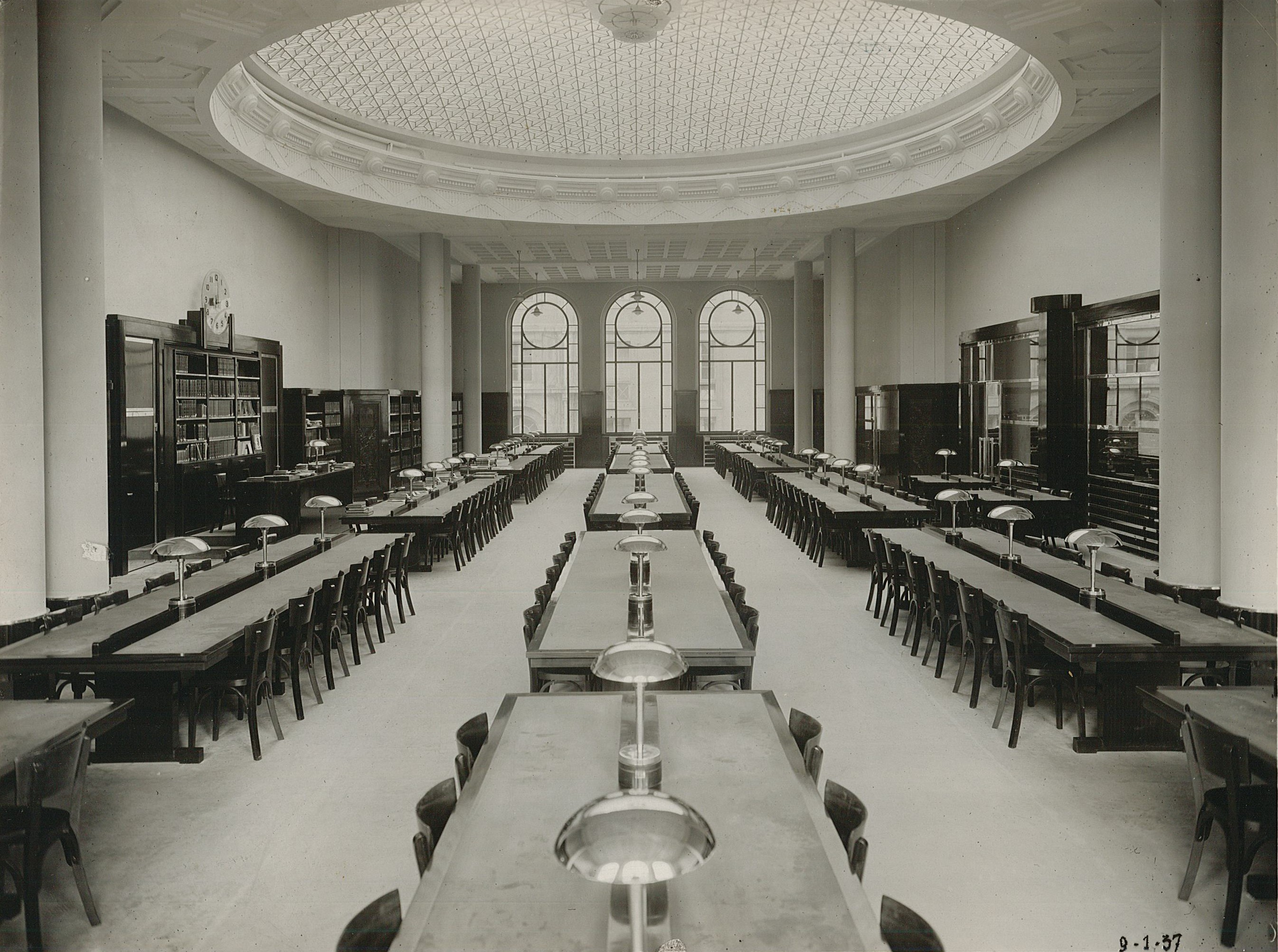
Grande salle de lecture (250 places)

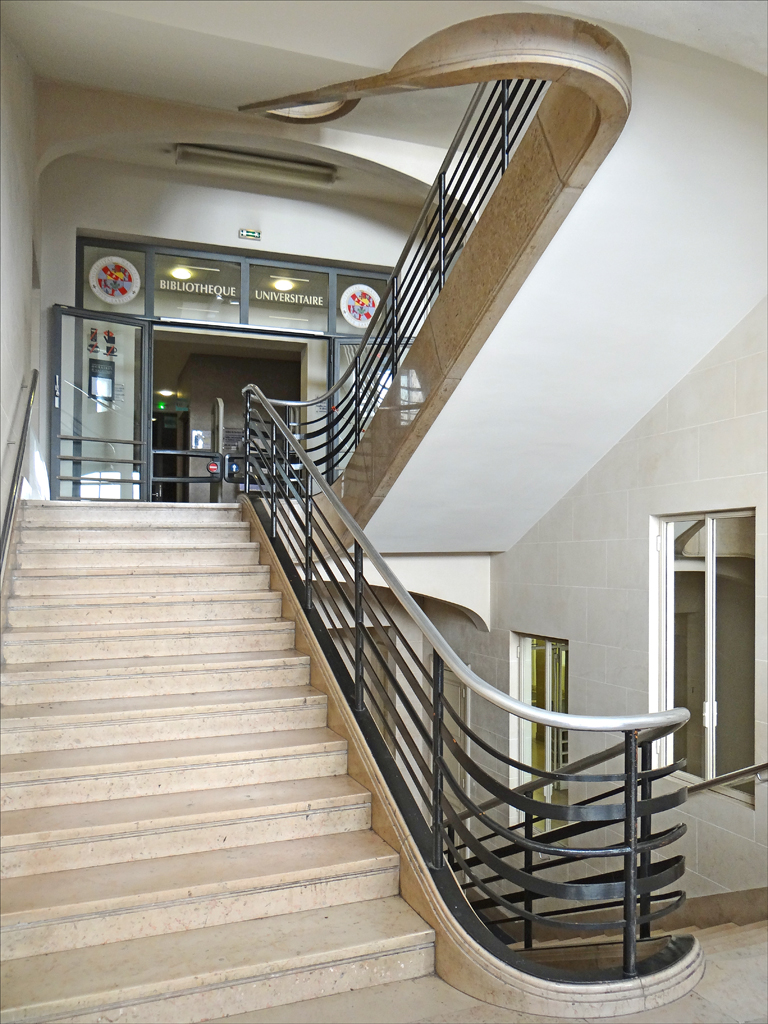
Escalier d'honneur de la bibliothèque

La construction de l'édifice est technique et basée sur l'économie de matière. Ainsi les montants de fer qui supportent les étagères métalliques abritant les livres sur sept étages supportent également les planchers et rejoignent les armatures du plafond, ce qui permet de diviser l'épaisseur des planchers par quatre.
La structure est formée de 12 colonnes de béton armé répartissant la charge représentée par les poutres de 10 mètres de portée supportant chacun les 150 tonnes des étages et de la toiture.
La salle de lecture prévue pour 250 lecteurs, est surélevée pour isoler, dans une certaine mesure les lecteurs du mouvement du bruit de la rue. Elle est surmontée en son centre d'une coupole en verre de 11,8 m de diamètre, réalisé par la juxtaposition de 3225 pavés de verre joints selon le système en béton armé translucide Cristallux, breveté en 1931 par l'ingénieur-constructeur Édouard Divorne. Elle représente un poids de plus de 15 tonnes dont l'effort est réparti sur un anneau en béton armé. Les pavés et leur jointure forment un maillage continu évoquant des pétales stylisés.
La période étant politiquement instable en France et en Europe, un abri anti-aérien, pourvu d'une génératrice et d'un système de ventilation est installé dans le sous-sol de la bibliothèque.
La charpente de l'ensemble est métallique, avec une couverture en zinc.
L'édifice est un témoignage de l'architecture Art déco qui se développe à Nancy entre 1920 et 1930.

### Décoration

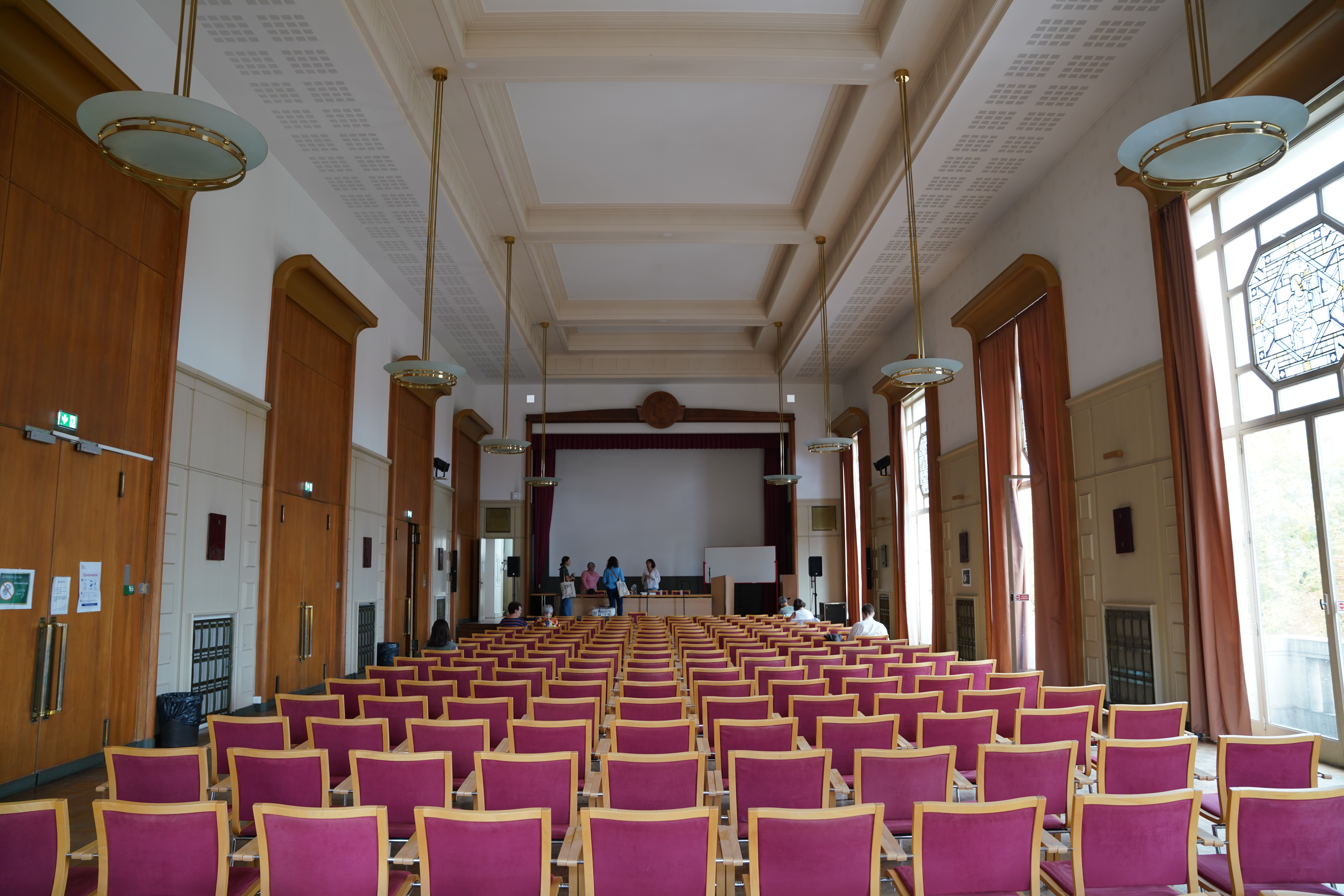
La salle d'honneur.

L'aspect technique du projet ne conduit pas les architectes à négliger la décoration. Aménagée dans du béton armé, la bibliothèque est constituée par un revêtement de plâtre.
Pour l'aménagement des intérieurs, le maître Jacques Gruber, l'ébénisterie comme la maison Majorelle et la ferronnerie d'art de Jean Prouvé reprennent les codes architecturaux de l'époque, l'Art déco.
Jean Prouvé dessine la porte d’entrée principale en fer forgé sur la place Carnot et l’aménagement intérieur du hall de la bibliothèque. Il utilise largement l’aluminium, y compris pour les cache-radiateurs de la grande salle de lecture. La rampe de l’escalier d’honneur est d'acier chromé.
La grande salle de lecture surmontée d'une coupole de dalles de verre, est ornée de bas-reliefs en bois d'acajou  sculptés par Frédéric Steiner, collaborateur de Louis Majorelle, représentent les Lettres, les Beaux-arts, les Sciences, la Pharmacie, la Médecine et le Droit,
Dans le hall d'entrée est installée au sol une mosaïque des armoiries de l'université ; le blason intègre La croix de chevalier de la Légion d'honneur remise par le président Albert Lebrun et la croix de Guerre remise par le maréchal Foch. La mosaïque a été réalisée par la maison Dececco.
À l'étage, la salle d'honneur de l'université est éclairée par cinq grandes baies, ornée de vitraux signés des frères Janin dont les décors symbolisent aussi les disciplines universitaires : Droit, Lettres, Sciences, Médecine et Pharmacie.

## Les collections
L'histoire de l'université de Lorraine remonte au XVIe siècle mais les collections des bibliothèques universitaires n'en ont pas reçu l'héritage. C'est la bibliothèque municipale de Nancy disposant des confiscations révolutionnaires, qui est alors utilisée.
Les collections des différentes facultés ont été constituées à partir de la fondation de l'université en 1852 : 1854 pour la faculté des sciences, 1864 pour la faculté de droit, 1872 pour la bibliothèque de médecine qui proviennent essentiellement de dons qui ont afflué à la suite de son déménagement forcé.
Avec les bombardements de 1918, ce sont 26 manuscrits, 55 648 volumes et 10 000 brochures et dissertations inaugurales qui sont détruits. La bibliothèque est reconstituée avec les dons qui affluent du monde entier : États Unis, Angleterre, Écosse, Belgique, Mexique etc., à l'appui financier des dommages de guerre, à la dotation annuelle de l'État mais aussi à des transferts d'ouvrages venus par exemple de la bibliothèque de Landtag de Strasbourg dissoute. 200 000 volumes sont à cataloguer et à classer. En 1933, la bibliothèque possède 350 000 volumes.
Pendant l'Occupation, aucune histoire des livres interdits ne permet de dessiner une vue générale sur la censure malgré quatre listes établies par les allemands pour les livres jugés anti-allemand, anti-nazi et les écrits juifs,,,. À la Libération, les bibliothèques scolaires des zones annexées (Alsace et Moselle) ainsi que les livres issus des bibliothèques de soldat de la Wehrmacht sont vidées de leurs livres. Ces livres en langue allemande s'y donnent à voir des lectures de propagande conforme à l'idéologie du parti national socialiste malgré l'extrême diversité des thématiques abordées.
Aujourd'hui, ses collections sont largement constituées de livres et de revues en droit et en économie, sur support papier et électronique. Elle est également l’une des sept bibliothèques françaises dépositaires des publications des Nations unies depuis 1970 grâce à l'action des enseignants de droit international, à la tête desquels Charles Chaumont.
Le fonds patrimonial (dont le "fonds Burnouf" et "le corpus juridique lorrain") a été transféré dans la Réserve générale de la bibliothèque de Lettres et Sciences humaines le 1er juillet 2022.